# Clara Stier-Somlo
Clara Johanna Stier-Somlo (* 22. Dezember 1899 in Charlottenburg; † vor 1945 in Sobibór) war eine deutsche Volkswirtin, wissenschaftliche Bibliothekarin und Hochschullehrerin jüdischer Abstammung, die Opfer des Holocaust wurde.

## Leben
Clara (auch Klara) Stier-Somlo wurde am 22. Dezember 1899 als erstes Kind des Rechtswissenschaftlers und späteren Rektors der Universität Köln, Fritz Stier-Somlo (1873–1932), und dessen Ehefrau Gertrud Rosenthal (1873–1938), in der damals noch eigenständigen Großstadt Charlottenburg bei Berlin geboren. Ihr Großvater Josef Stier war der Rabbiner der Neuen Synagoge in der Oranienburger Straße in Berlin. Sie hatte eine drei Jahre jüngere Schwester Helene und eine 25 Jahre jüngere Schwester Beate aus der zweiten Ehe ihres Vaters mit Elisabeth Litterski.
Stier-Somlo studierte in Köln, München und Frankfurt am Main. Sie schloss 1924 ihr Studium an der Wirtschafts- und Sozialwissenschaftlichen Fakultät der Universität Köln, wo ihr Vater zu jener Zeit als Professor an der Juristischen Fakultät tätig war, mit der Dissertation zum Thema „Substitutionsprinzip und Substitutionsgesetz in der Wirtschaftstheorie“ als Dr. rer. pol. ab. Anschließend war sie für Sprachstudien mehrere Monate in Italien.
Im Jahr 1921 war durch einen Erlass des Preußischen Ministeriums für Wissenschaft, Kunst und Volksbildung die Zulassung von Frauen zum Höheren Bibliotheksdienst genehmigt worden. Im Jahr 1926 waren sieben wissenschaftliche Bibliothekarinnen an den wissenschaftlichen Bibliotheken tätig. Zwischen 1921 und 1938 schlossen 37 Frauen die Ausbildung ab, für die ein Universitätsstudium, die Promotion und die Altersgrenze von 30 Jahren Voraussetzungen waren. Stier-Somlo durfte am 1. April 1928 das Volontariat in Berlin beginnen und bestand 1930 die Prüfung für den Höheren Dienst an wissenschaftlichen Bibliotheken. Anschließend war sie zunächst als wissenschaftliche Bibliothekarin an der Preußischen Staatsbibliothek in Berlin tätig.
Am 1. Mai 1932 wechselte sie als wissenschaftliche Bibliothekarin an die Kieler Universitätsbibliothek, deren Direktor Christoph Weber war. In Kiel arbeitete sie auch als Dozentin.
Am 1. April 1933 drangen NS-Männer in die Kieler Universitätsbibliothek ein und zwangen Stier-Somlo, sofort ihren Arbeitsplatz zu verlassen. Die Begründung lautete, sie habe an der Anschaffung von zu viel katholischer und jüdischer Literatur für die Bibliothek mitgewirkt. Am 7. April 1933 erschien in dem von der NSDAP herausgegebenen Wochenblatt Der Volkskampf ein Artikel mit dem Titel „Ist die Kieler Universitäts-Bibliothek deutschfeindlich?“. Darin hieß es: 

„Wir fragen: hat der Direktor der Universitäts-Bibliothek dieses Buch gerade jetzt bewußt erworben? Oder ahnte er nichts davon was unter seiner Leitung geschah und ist dieses Buch der Tätigkeit des Fräulein Stier-Somlo zu verdanken, die zum Glück inzwischen mit anderen Rassegenossen zusammen aus den Universitätsinstituten entfernt worden ist.“

Zum 1. Mai 1933 folgte die Beurlaubung. Nach dem Gesetz zur Wiederherstellung des Berufsbeamtentums vom 7. April 1933 wurde Clara Stier-Somlo zum 31. Juli 1933 wegen ihrer jüdischen Abstammung aus dem öffentlichen Dienst entlassen und emigrierte im selben Jahr in die Tschechoslowakei nach Prag. Zwischen 1934 und 1935 lebte sie in Teplice. Ihre Schwester Helene flüchtete mit ihrem Mann und ihren zwei Kindern 1933 nach Liberec. Ab 1938 wohnte die Familie auch in Prag.
Am 10. Juni 1942 wurde Clara Stier-Somlo mit 1000 Juden als Racheakt für das Heydrich-Attentat mit dem Transport AAh von Prag nicht über das KZ Theresienstadt, sondern direkt nach Polen deportiert. Ihre Nummer auf diesem Transport war die 73. Ein Teil von ihnen starb im KZ Majdanek, ein Teil im Vernichtungslager Sobibor und ein Teil im Zwangsarbeitslager Ujazdów. Wahrscheinlich wurde sie in Sobibór zu einem nicht bekannten Zeitpunkt zwischen Juni 1942 und Oktober 1943 ermordet.
Ihre Schwester Helene (* 1902), deren Ehemann Leo Fantl und ihre zwei Kinder wurden 1944 im KZ Auschwitz ermordet.

## Gedenken

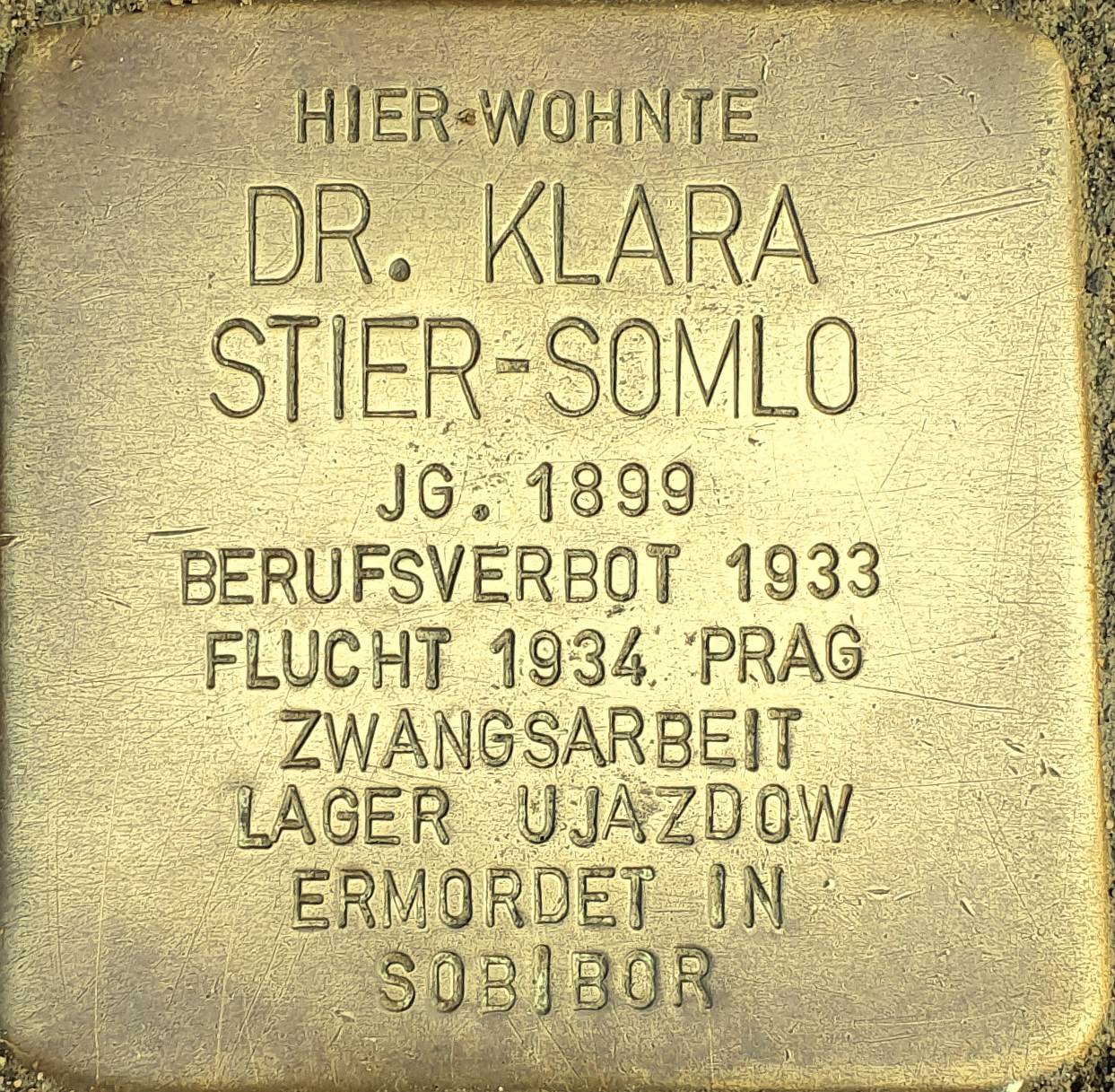
Stolperstein in Kiel

In Kiel wurde am 5. März 2015 an der Adresse Bartelsallee 4 ein Stolperstein für Clara Stier-Somlo verlegt. Die Stadt Kiel gab einen zugehörigen Flyer mit biografischen Informationen zu ihrer Person heraus, die von einem Schüler der Max-Planck-Schule zusammengestellt worden waren. Die Angaben zu Lageraufenthalten und Todesort auf dem Stolperstein weichen von den Angaben in anderen Quellen ab.